# Neale Fraser
Neale Fraser AO (* 3. Oktober 1933 in Melbourne; † 2. Dezember 2024) war ein australischer Tennisspieler.

## Karriere
Sein erstes Finale bei den Australian Championships erreichte Fraser 1954 mit Clive Wilderspin, das sie gegen ihre Landsleute Rex Hartwig und Mervyn Rose verloren. Im Folgejahr unterlag er gemeinsam mit Ken Rosewall im Wimbledon-Finale Rex Hartwig und Lew Hoad. Seinen ersten Grand-Slam-Titel gewann Fraser 1956 im Mixed-Wettbewerb der Australian Championships mit Beryl Penrose. In den folgenden Jahren gewann er elf Doppel- und vier weitere Mixed-Titel bei den Grand-Slam-Turnieren. Außerdem gewann er im Doppel alle vier Grand-Slam-Turniere mit drei verschiedenen Partnern: Ashley Cooper, Lew Hoad und Roy Emerson. Damit war er der sechste Mann, der in seiner Karriere jeden Doppelwettbewerb eines Grand Slams gewinnen konnte.
Er gewann 1960 das Herreneinzel in Wimbledon und die U. S. Championships 1959 und 1960. In den beiden Jahren gelang ihm bei den U. S. Championships neben dem Einzel auch der Gewinn im Doppel und im Mixed. Keinem anderen männlichen Tennisspieler gelang es in zwei aufeinanderfolgenden Jahren alle Titel eines Grand-Slam-Turniers zu gewinnen.
In den Jahren 1959 und 1960 war Fraser auf Platz 1 der Amateur-Weltrangliste und zwischen 1956 und 1962 war er durchgehend unter den zehn besten Spielern der Welt.
Nachdem Fraser bereits aus der australischen Davis-Cup-Mannschaft zurückgetreten und wieder zurückgekehrt war, erklärte er Ende 1963 im Alter von 30 Jahren das Ende seiner Davis-Cup-Karriere als aktiver Spieler. Zwischen 1958 und 1963 wurde er in elf Begegnungen eingesetzt und konnte 18 seiner 21 Matches gewinnen. Er gewann mit der australischen Mannschaft zwischen 1959 und 1962 viermal in Folge den Davis Cup.
Im März 1980 trat Fraser bei einem Senioren-Turnier in Hongkong an, bei dem auch andere ehemalige Tennisspieler wie Nicola Pietrangeli, Mal Anderson und Frank Sedgman spielten. Beim Match gegen den Schweden Sven Davidson hatte er im ersten Satz Probleme mit der Atmung und wurde mit Herzproblemen im Krankenhaus aufgenommen, wovon er sich erholte.
Von 1971 bis 1993 war er Teamkapitän des australischen Davis-Cup-Teams und damit Nachfolger von Harry Hopman. Unter seiner Leitung gewann Australien viermal den Davis Cup. Seine Nachfolge traten 1994 Tony Roche und John Newcombe an.

## Ehrungen
Im Jahr 1974 wurde ihm der Order of the British Empire (MBE) verliehen. 1988 folgte die Verleihung des Order of Australia.
Im Jahr 1984 wurde Neale Fraser in die International Tennis Hall of Fame aufgenommen. Zehn Jahre später folgte die Aufnahme in die Australian Tennis Hall of Fame. Er wurde 2008 mit dem Philippe Chatrier Award, der von der International Tennis Federation verliehen wird, ausgezeichnet.

## Persönliches
Neale Fraser wurde im australischen Melbourne geboren und wuchs dort auf. Sein Vater war der Politiker Archibald McDonald Fraser, von 1940 bis 1954 Abgeordneter im Parlament des australischen Bundesstaats Victoria.
Im Februar 1961 heiratete Fraser Wendy McIvor in Melbourne.

## Erfolge

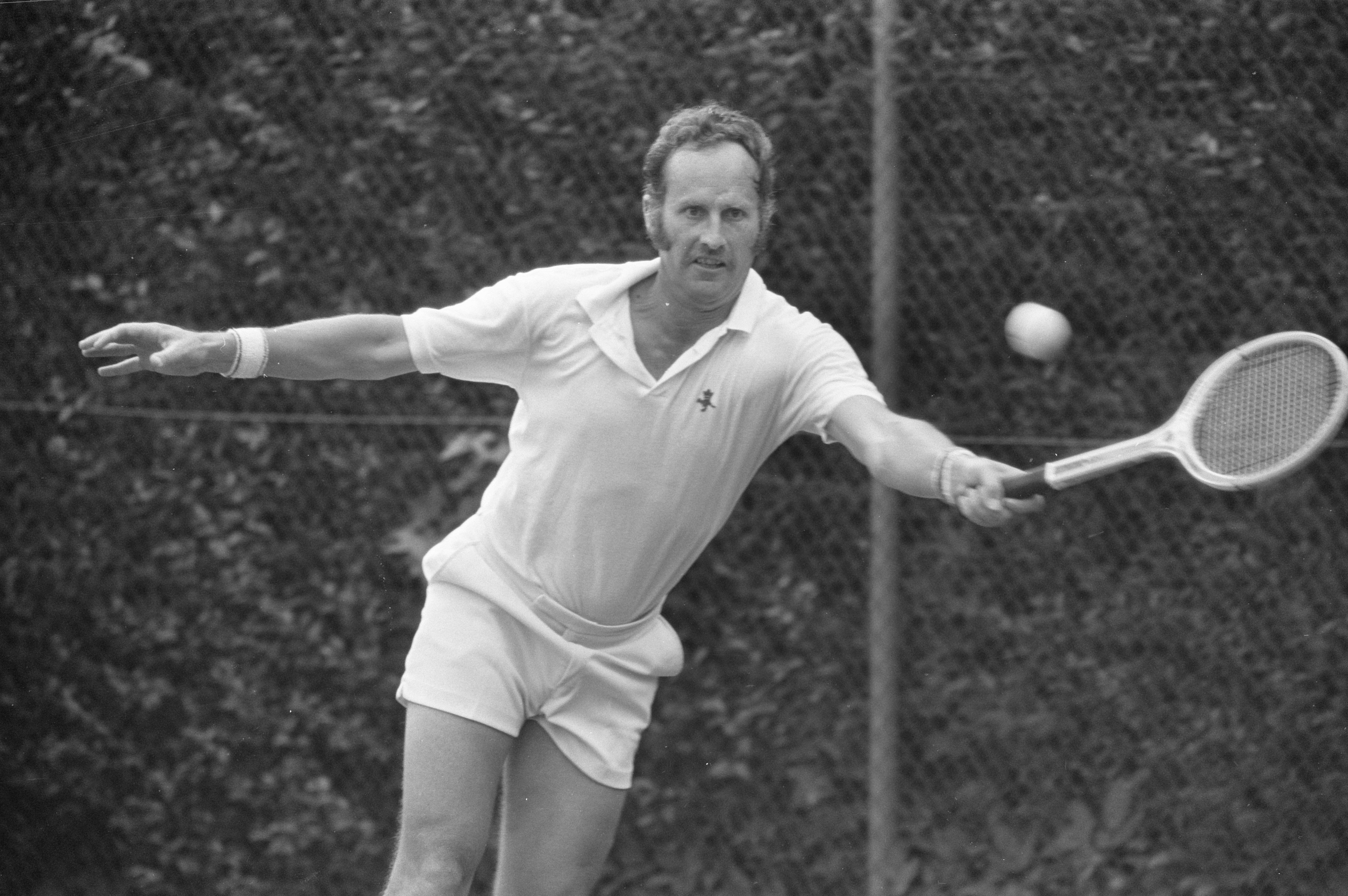
Neale Fraser bei den Dutch Open in Hilversum, 1972

### Einzel

#### Turniersiege
| Nr. | Datum              | Turnier                 | Belag | Finalgegner | Ergebnis           |
| --- | ------------------ | ----------------------- | ----- | ----------- | ------------------ |
| 1.  | 13. September 1959 | U.S. Championships (1)  | Rasen | Alex Olmedo | 6:3, 5:7, 6:2, 6:4 |
| 2.  | 1. Juli 1960       | Wimbledon Championships | Rasen | Rod Laver   | 6:4, 3:6, 9:7, 7:5 |
| 3.  | 13. September 1960 | U.S. Championships (2)  | Rasen | Rod Laver   | 6:4, 6:4, 10:8     |

#### Finalteilnahmen
| Nr. | Datum           | Turnier                      | Belag | Finalgegner   | Ergebnis                |
| --- | --------------- | ---------------------------- | ----- | ------------- | ----------------------- |
| 1.  | 28. Januar 1957 | Australian Championships (1) | Rasen | Ashley Cooper | 3:6, 11:9, 4:6, 2:6     |
| 2.  | 4. Juli 1958    | Wimbledon Championships      | Rasen | Ashley Cooper | 6:3, 3:6, 4:6, 11:13    |
| 3.  | 26. Januar 1959 | Australian Championships (2) | Rasen | Alex Olmedo   | 1:6, 2:6, 6:3, 3:6      |
| 4.  | 1. Februar 1960 | Australian Championships (3) | Rasen | Rod Laver     | 7:5, 6:3, 3:6, 6:8, 6:8 |

### Doppel

#### Turniersiege
| Nr. | Datum              | Turnier                                         | Belag | Partner       | Finalgegner                      | Ergebnis                |
| --- | ------------------ | ----------------------------------------------- | ----- | ------------- | -------------------------------- | ----------------------- |
| 1.  | 28. Januar 1957    | Australian Championships (1)                    | Rasen | Lew Hoad      | Mal Anderson Ashley Cooper       | 6:3, 8:6, 6:4           |
| 2.  | 8. September 1957  | U.S. Championships (1)                          | Rasen | Ashley Cooper | Gardnar Mulloy Budge Patty       | 4:6, 6:3, 9:7, 6:3      |
| 3.  | 27. Januar 1958    | Australian Championships (2)                    | Rasen | Ashley Cooper | Roy Emerson Bob Mark             | 7:5, 6:8, 3:6, 6:3, 7:5 |
| 4.  | 1. Juni 1958       | Internationale französische Meisterschaften (1) | Sand  | Ashley Cooper | Robert Howe Abe Segal            | 3:6, 8:6, 6:3, 7:5      |
| 5.  | 3. Juli 1959       | Wimbledon Championships (1)                     | Rasen | Roy Emerson   | Rod Laver Bob Mark               | 8:6, 6:3, 14:16, 9:7    |
| 6.  | 13. September 1959 | U.S. Championships (2)                          | Rasen | Roy Emerson   | Earl Buchholz Alex Olmedo        | 3:6, 6:3, 5:7, 6:4, 7:5 |
| 7.  | 29. Mai 1960       | Internationale französische Meisterschaften (2) | Sand  | Roy Emerson   | José Luis Arilla Andrés Gimeno   | 6:2, 8:10, 7:5, 6:4     |
| 8.  | 17. September 1960 | U.S. Championships (3)                          | Rasen | Roy Emerson   | Rod Laver Bob Mark               | 9:7, 6:2, 6:4           |
| 9.  | 1. Juli 1961       | Wimbledon Championships (2)                     | Rasen | Roy Emerson   | Bob Hewitt Fred Stolle           | 6:4, 6:8, 6:4, 6:8, 8:6 |
| 10. | 15. Januar 1962    | Australian Championships (3)                    | Rasen | Roy Emerson   | Bob Hewitt Fred Stolle           | 4:6, 4:6, 6:1 6:4, 11:9 |
| 11. | 2. Juni 1962       | Internationale französische Meisterschaften (3) | Sand  | Roy Emerson   | Wilhelm Bungert Christian Kuhnke | 6:3, 6:4, 7:5           |

#### Finalteilnahmen
| Nr. | Datum           | Turnier                                     | Belag | Partner          | Finalgegner                       | Ergebnis                |
| --- | --------------- | ------------------------------------------- | ----- | ---------------- | --------------------------------- | ----------------------- |
| 1.  | 1. Februar 1954 | Australian Championships (1)                | Rasen | Clive Wilderspin | Rex Hartwig Mervyn Rose           | 3:6, 4:6, 2:6           |
| 2.  | 1. Juli 1955    | Wimbledon Championships (1)                 | Rasen | Ken Rosewall     | Rex Hartwig Lew Hoad              | 5:7, 4:6, 3:6           |
| 3.  | 5. Juli 1957    | Wimbledon Championships (2)                 | Rasen | Lew Hoad         | Gardnar Mulloy Budge Patty        | 10:8, 4:6, 4:6, 4:6     |
| 4.  | 4. Juli 1958    | Wimbledon Championships (3)                 | Rasen | Ashley Cooper    | Sven Davidson Ulf Schmidt         | 4:6, 4:6, 6:8           |
| 5.  | 31. Mai 1959    | Internationale französische Meisterschaften | Sand  | Roy Emerson      | Nicola Pietrangeli Orlando Sirola | 3:6, 2:6, 12:14         |
| 6.  | 1. Februar 1960 | Australian Championships (2)                | Rasen | Roy Emerson      | Rod Laver Bob Mark                | 6:1, 2:6, 4:6, 4:6      |
| 7.  | 7. Juli 1973    | Wimbledon Championships (4)                 | Rasen | John Cooper      | Jimmy Connors Ilie Năstase        | 6:3, 3:6, 4:6, 9:8, 1:6 |

### Mixed

#### Turniersiege
| Nr. | Datum              | Turnier                  | Belag | Partner          | Finalgegner                     | Ergebnis        |
| --- | ------------------ | ------------------------ | ----- | ---------------- | ------------------------------- | --------------- |
| 1.  | 30. Januar 1956    | Australian Championships | Rasen | Beryl Penrose    | Mary Bevis Hawton Roy Emerson   | 6:2, 6:4        |
| 2.  | 7. September 1958  | U.S. Championships (1)   | Rasen | Margaret Osborne | Maria Bueno Alex Olmedo         | 6:3, 3:6, 9:7   |
| 3.  | 13. September 1959 | U.S. Championships (2)   | Rasen | Margaret Osborne | Janet Hopps Bob Mark            | 7:5, 13:15, 6:2 |
| 4.  | 13. September 1960 | U.S. Championships (3)   | Rasen | Margaret Osborne | Maria Bueno Antonio Palafox     | 6:3, 6:2        |
| 5.  | 6. Juli 1962       | Wimbledon Championships  | Rasen | Margaret Osborne | Ann Haydon-Jones Dennis Ralston | 2:6, 6:3, 13:11 |

#### Finalteilnahmen
| Nr. | Datum        | Turnier                     | Belag | Partner       | Finalgegner              | Ergebnis |
| --- | ------------ | --------------------------- | ----- | ------------- | ------------------------ | -------- |
| 1.  | 5. Juli 1957 | Wimbledon Championships (1) | Rasen | Althea Gibson | Darlene Hard Mervyn Rose | 4:6, 5:7 |
| 2.  | 3. Juli 1959 | Wimbledon Championships (2) | Rasen | Maria Bueno   | Darlene Hard Rod Laver   | 4:6, 3:6 |